# إمشيتون 3 (أولاد علي أولاد عبد السميع)
إمشيتون 3 هو دُوَّار يقع بجماعة أفسو، إقليم الناظور، جهة الشرق في المملكة المغربية. ينتمي الدوّار لمشيخة أولاد علي أولاد عبد السميع التي تضم 5 دواوير. يقدر عدد سكانه بـ 241 نسمة حسب الإحصاء الرسمي للسكان والسكنى لسنة 2004.

## روابط خارجية
- البوابة الوطنية للجماعات الترابية
- المندوبية السامية للتخطيط